# ベルト・バウワー
ベルト・バウワー（Bert Bouwer、1952年1月23日 - ）は、オランダ出身の元ハンドボール選手、指導者。

## 来歴
現役時代はドイツ・ブンデスリーガで活躍。オランダ代表にも選ばれた。
引退後はオランダ代表などの監督を歴任。
2005年4月、全日本女子史上初の外国人監督として招聘された。
2008年北京オリンピックを目指したが世界最終予選で敗退。